# Сигал, Ханна
Ха́нна Си́гал (англ. Hanna Segal; урожд. Познанская; 20 августа 1918, Лодзь — 5 июля 2011, Лондон) — британский психоаналитик кляйнианского направления.

## Биография
Родилась в Польше в городе Лодзь в семье еврейской интеллигенции. Её отец Чеслав Познанский (1885—1957) был видным правоведом и публицистом. В 13 лет вместе с семьей переехала в Женеву, где впервые познакомилась с работами З.Фрейда. Под воздействием чтения М.Пруста и З.Фрейда Ханна Сигал пришла к заключению, что «не было ничего, абсолютно ничего, более увлекательного, чем человеческая природа. И человеческие отношения». В 16 лет вернулась в Польшу и получила медицинское образование в Варшаве. В 1936 году Ханна Сигал переехала к своей семье в Париж, куда из Женевы был выслан её отец. Там она встретилась со своим мужем математиком П. Сигалом. Чудом избежав смерти, в 1940 году Сигал вместе с семьей смогла покинуть Париж накануне прихода немецкой армии и на последнем польском корабле добраться до Великобритании.
Она окончила медицинское образование в Эдинбурге, где познакомилась с Рональдом Фэйрбейрном и от него узнала о Мелани Кляйн и её работе «Психоанализ ребёнка». Ханна Сигал переехала в Лондон для получения психоаналитического образования и прохождения анализа у М.Кляйн.
В 1948 году Сигал вышла замуж, тогда же написала статью об эстетике, начинающем длинную серию её работ о взаимосвязи психоанализа и искусства, психоанализа и творческого процесса. В 1949 году она стала действительным членом Британского психоаналитического общества. Через два года Сигал вошла в группу кляйнианских психоаналитиков, включавшую Герберта Розенфельда, Уилфреда Биона и Бетти Джозеф.
Х.Сигал внесла большой вклад в развитие детского психоанализа, в теорию символизации, психоаналитическое понимание и лечение тяжёлых пограничных и психотических пациентов, а также в психоаналитическую теорию художественного творчества и эстетического восприятия. Ей принадлежит понятие «символического равенства» — примитивного отождествления символа и символизируемой вещи, характерного для психотического мышления. Книга Сигал «Введение в работы Мелани Кляйн» стала основным учебником по кляйнианской теории и технике для нескольких поколений психоаналитиков.
Х. Сигал была не только психоаналитиком, исследователем, преподавателем и супервизором, но и принимала активное участие в социальной жизни: в 1987 году она организовала психоаналитическую группу по борьбе за ядерное разоружение и опубликовала статью по данной теме с названием «Молчание реальное преступление»; она активно выступала по таким политическим и социальным проблемам, как война в Персидском заливе, свобода слова, права сексуальных меньшинств и т. д.
Ханна Сигал была президентом Британского психоаналитического общества и вице-президентом Международной психоаналитической ассоциации, была награждена премией за выдающийся вклад в развитие психоанализа. Она умерла в 2011 году в возрасте 92 лет.

## Книги
- Segal, H. Introduction to the Work of Melanie Klein. Heinemann; republished by Hogarth Press. 1964
- Segal, H. Klein. Fontana. 1979
- Segal, H. The Work of Hanna Segal: Delusion and Artistic Creativity and other Psycho-analytic Essays. Free Association Books. 1986
- Segal, H. Dream, Phantasy and Art. Routledge. 1991
- Segal, H. Psychoanalysis, Literature and War. Routledge. 1997
- Segal, H. Yesterday, Today and Tomorrow. Routledge. 2007
- Quinodoz, J.-M. Listening to Hanna Segal. Her Contribution to Psychoanalysis. London and New York, Routledge, 2008
- Bell, D. (ed) Reason and Passion. A Celebration of the Work of Hanna Segal. London, Karnac Books, 1997

### Публикации на русском языке
- Сигал Х. Контрперенос (статья на сайте «Института психологии и психоанализа»)
- Сигал Х., Белл Д. Теория нарциссизма в работах Фрейда и Кляйн // Психоаналитические концепции нарциссизма. Сборник научных трудов. Под. ред. А. В. Литвинова и А. Н. Харитонова. — М.: Издательский проект «Русское психоаналитическое общество», 2009
- Сигал Х. Нарциссизм. Комментарии к докладу Р. Бриттона. // Там же
- Сигал Х. Хиросима — Персидский залив и далее: психоаналитическая перспектива  // Логос. – 1999. – № 5. – С. 134-148.